# Sthenias poleti
Sthenias poleti là một loài bọ cánh cứng trong họ Cerambycidae.